# Солтейр (Нью-Йорк)
Солтейр (англ. Saltaire) — селище (англ. village) в США, в окрузі Саффолк штату Нью-Йорк. Населення — 113 особи (2020).

## Географія
Солтейр розташований за координатами 40°38′17″ пн. ш. 73°11′41″ зх. д. / 40.63806° пн. ш. 73.19472° зх. д. (40.638071, -73.194717).  За даними Бюро перепису населення США в 2010 році селище мало площу 0,74 км², з яких 0,60 км² — суходіл та 0,13 км² — водойми.

## Демографія
Згідно з переписом 2010 року, у селищі мешкало 37 осіб у 15 домогосподарствах у складі 10 родин. Густота населення становила 50 осіб/км².  Було 459 помешкань (624/км²).
Расовий склад населення:
| - 100,0 % — білих |

До двох чи більше рас належало 0,0 %. Частка іспаномовних становила 0,0 % від усіх жителів.
За віковим діапазоном населення розподілялося таким чином: 13,5 % — особи молодші 18 років, 67,6 % — особи у віці 18—64 років, 18,9 % — особи у віці 65 років та старші. Медіана віку мешканця становила 54,8 року. На 100 осіб жіночої статі у селищі припадало 105,6 чоловіків;  на 100 жінок у віці від 18 років та старших — 88,2 чоловіків також старших 18 років.
Середній дохід на одне домашнє господарство  становив 180 245 доларів США (медіана — 161 250), а середній дохід на одну сім'ю — 182 585 доларів (медіана — 201 875). 
Цивільне працевлаштоване населення становило 22 особи. Основні галузі зайнятості: освіта, охорона здоров'я та соціальна допомога — 40,9 %, фінанси, страхування та нерухомість — 27,3 %, науковці, спеціалісти, менеджери — 18,2 %, публічна адміністрація — 9,1 %.